# M/S Aurora af Helsingborg

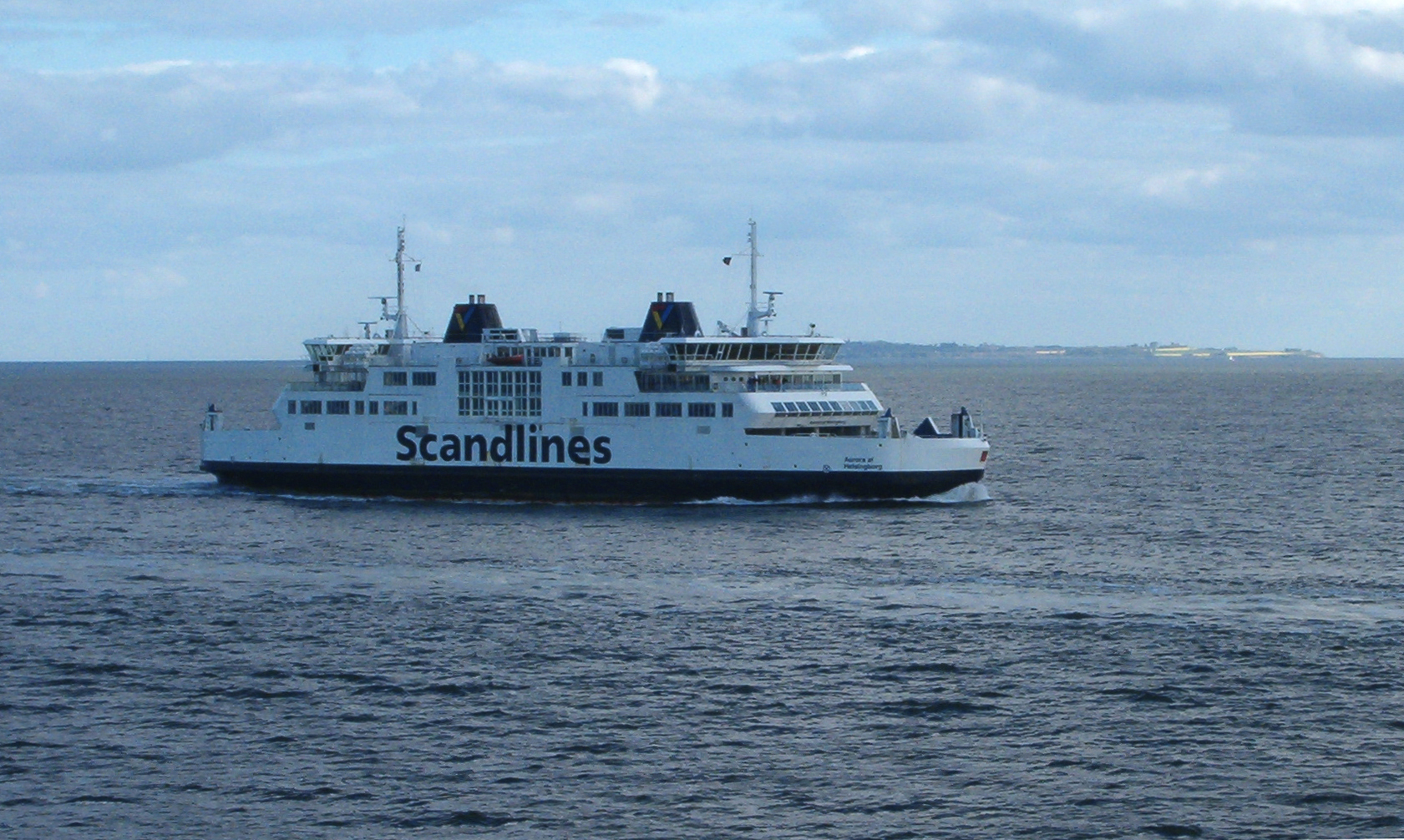
M/S Aurora af Helsingborg mellan Helsingborg och Helsingør, 2006

M/S Aurora af Helsingborg, oftast endast M/S Aurora, är en fordonsfärja som går mellan Helsingborg i Sverige och Helsingör i Danmark för Öresundslinjen.

## Historik
Fartyget byggdes 1991–1992 av Tangen Verft A/S i Kragerø i Norge och utrustades vid Langsten Slip & Båtbyggeri i Tomrefjorden i Norge. Färjan skulle från början burit namn efter den svenske fältherren och guvernören över Skåne, Magnus Stenbock, men detta ändrades eftersom Stenbock ansågs som en så kallad "danskhatare" och rederiet då ägdes av den danska staten. Liksom sin föregångare, M/S Tycho Brahe, som togs i bruk den 5 november 1991, är färjan av typen "double-ended", alltså med växlande för och akter och dubbla bryggor. Hon behöver därför inte vända i hamnen som de äldre färjorna, vilket sparar tid. Sin premiärtur på HH-leden gjorde Aurora den 5 april 1992. Fartyget var från början utrustat med tågspår, men när Öresundsbron invigdes år 2000 upphörde tågfärjeförbindelsen mellan Helsingborg och Helsingör och spåren togs bort.
Färjan har haft en brokig ägarhistoria. Hon beställdes av SweFerry AB, Statens Järnvägars färjetrafik, men såldes 1993 till Aurora 93 Trust I i USA och chartrades ut till SweFerry. År 1999 köptes sedan SweFerry upp av Stena Line och färjan övergick till Stenas ägo. Detta överklagades dock av danska Scandlines A/S, som enligt egen utsago hade förköpsrätt till den svenska delen av Scandlines, men en skiljedomstol i Oslo gav Stena rätt i frågan. Den 14 januari 2008 såldes fartyget sedan till SJ för att dagen efter köpas upp av Scandlines.
Efter krav från Helsingborgs stad utrustades färjan 2006 med avgasrening i form av katalysatorer för att minska utsläppen och därigenom förbättra stadsluften i Helsingborg och Helsingör. Färjan konverterades till hösten 2016 till ren batteridrift.